# Arnad
Arnad – miejscowość i gmina we Włoszech, w regionie Dolina Aosty.
Według danych na styczeń 2009 gminę zamieszkiwało 1315 osób przy gęstości zaludnienia 45,7 os./1 km².